# Fridebertus
Fridebertus (in der Literatur auch Fridebert und Fredebert), erwähnt von 855/858 bis 860, war ein Bischof von Basel.
In der ältesten bekannten Bischofsliste aus der Abtei Münster im Elsass wird Fridebertus unter Papst Benedikt III. (855–858) angeführt, und zwar als Nachfolger von Wichardus I. Er erscheint unter den Teilnehmern der Synoden von Savonnières, heute Savonnières-en-Perthois, (859) und von Tusey (860), beide in Lothringen im heutigen Departement Meuse. Zudem wird er im Liber Confraternitatis des Klosters Reichenau genannt. Ansonsten liegen über ihn keine gesicherten Nachrichten vor.